# Langenich
Langenich ist ein Ortsteil der Stadt Kerpen im Rhein-Erft-Kreis in Nordrhein-Westfalen.

## Lage
Langenich liegt westlich der Kernstadt. Bis vor wenigen Jahren führte die Bundesstraße 264 durch den Ort. Zwischenzeitlich wurde sie als Ortsumgehung verlegt. Durch Langenich fließt der Neffelbach. Zwischen dem Dorf und Kerpen befindet sich ein Gewerbegebiet mit vielen Einzelhandelsmärkten und  einer Schnellgaststätte.

## Geschichte
Das Dorf wird erstmals in einer Urkunde aus dem Jahre 866 erwähnt. Mit Langenaccare (Langenich) war damals ein Fronhof bezeichnet. Im Prümer Urbar heißt der Besitz 893 „de Langenaccher“. Damals stand in Langenich am Neffelbach eine Wassermühle, die Langenicher Mühle. Sie ist vor 1587 verschwunden. Früher hatte Langenich einen Haltepunkt an der Bahnstrecke Mödrath – Oberbolheim. Diese Strecke wurde von der Bergheimer Kreisbahn gebaut und 1924 von der Deutschen Reichsbahn nach Nörvenich verlängert. Die Strecke wurde ungefähr in den 1960er Jahren eingestellt. 1997 wurde die Keramikfabrik abgebrochen, auf deren Gelände heute das Gewerbegebiet besteht.

## Sehenswürdigkeiten
- Kalvarienberggruppe „An den drei Bildern“ aus dem Jahre 1768

## Verkehr
Die VRS-Buslinie 976 der Rhein-Erft-Verkehrsgesellschaft verbindet den Ort mit Kerpen, Frechen und Buir. Zusätzlich verkehren im Schülerverkehr einzelne Fahrten der Linie 933 sowie eine Fahrt der AVV-Linie 276 des Rurtalbus.
| Linie | Betreiber | Verlauf |
| ----- | --------- | --- |
| 276   | Rurtalbus | Düren Bf/ZOB – StadtCenter – Distelrath – Merzenich Schöne Aussicht – Golzheim – Buir / Blatzheim (– Bergerhausen – Manheim-neu – Langenich – Kerpen)                                                  |
| 933   | REVG      | Buir / Niederbolheim – Blatzheim – Bergerhausen – Manheim-neu – Langenich – Kerpen – Sindorf Schulzentrum                                                                                              |
| 976   | REVG      | Frechen EuroPark – Frechen Rathaus – Benzelrath – Grefrath – Habbelrath – Neu-Bottenbroich – Horrem Bf – (Sindorf Schulzentrum –) Kerpen – Langenich – Manheim-neu – Bergerhausen – Blatzheim – Buir S |